# Лебединцев Петро Гаврилович
Лебеди́нцев Петро́ Гаври́лович (21 грудня 1819 [2 січня 1820], Зелена Діброва, Звенигородський повіт, Київська губернія, Російська імперія — 3 [15] грудня 1896, Київ, Київська губернія, Російська імперія) — український історик, археолог, педагог, журналіст, релігійний та освітній діяч.
Почесний член Імператорського Московського археологічного товариства, Київської духовної академії, Університету святого Володимира (нині Київський національний університет імені Тараса Шевченка), член-засновник Історичного товариства Нестора-літописця, дійсний член Тимчасової комісії для розбору давніх актів при Київському військовому, Волинському і Подільському генерал-губернаторові, Імператорського православного Палестинського товариства, Одеського товариства історії та старожитностей, член Київської духовної консисторії (з 1863 року). Брат Феофана Лебединцева.

## Біографія
Народився в селі Зелена Діброва (тепер Черкаська область, Україна) в родині священика села Яблунівка Богуславського повіту Київської губернії Гаврила Лебединця. Навчався в зеленодібровській церковно-парафіяльній школі, духовному училищі міста Богуслава і Київській духовній семінарії, звідти як найкращий вихованець вступив до Київської духовної академії, закінчив її в 1843 році за 1-м розрядом і восени того ж року був призначений учителем «словесності та з'єднаних із нею предметів» Орловської духовної семінарії. Після затвердження у званні магістра богослов'я займав посаду професора, виконував обов'язки помічника інспектора та секретаря семінарського правління. Навесні 1845 року повернувся до Києва, на кафедру логіки та психології Київської духовної семінарії. Додатково у 1847 році викладав у цьому закладі німецьку мову, від 1847 до 1850 року був економом семінарії, з 1850 року викладав французьку мову.
2 березня (18 лютого) 1851 року рукоположений на священика Спасо-Преображенського храму в Білій Церкві й разом із тим 12 квітня (31 березня) став законовчителем Білоцерківської гімназії. Входив до складу створеної Київським військовим губернатором, Подільським і Волинським генерал-губернатором князем Іларіоном Васильчиковим комісії з угамування учасників Київської козаччини 1855 року. Фіксував історичні перекази вірян, їхні спомини. Як благочинний місцевих церков в 1859 році розгорнув упровадження початкової освіти для дітей. За сприяння В. Науменка, митрополита Київського і Галицького Ісидора (Нікольського) та власника маєтку графа В. В. Браницького відкрив чотири школи (серед них у парку «Олександрія»), що слугували за приклад для організації подібних закладів у Київській губернії і в цілому по Правобережній Україні.
Під псевдонімом «Южнорусс» випустив «Несколько слов из Юго-Западной Руси» (К., 1859). Напевне, саме він склав і брошуру «Голос из Юго-Западной Руси» (К., 1860; без зазначення авторства) про потребу в букварях і книжках для народного вжитку. Брав активну участь у журналі «Руководство для сельских пастырей», вмістив там «Дополнительные сведения к сказанию о мученической кончине млиевского ктитора Даниила Кушнира», «О способах содержания православного духовенства в Киевской губернии», «Вопросы иерейской совести», «Обеты трезвости», «Названия: пастырь, священник, поп», «Христианская гостиница» тощо.
14 (2) червня 1860 року переведений священиком до київського Подільського Свято-Успенського собору, а також законовчителем до Другої київської гімназії (на цій посаді залишався до 1868 року). Невдовзі став наглядачем київських церковно-парафіяльних шкіл, благочинним подільських церков Києва. 18 (6) травня 1861 року домігся дозволу властей на зупинку в Києві процесії з домовиною Т. Шевченка, з яким особисто був знайомий змалку. Наступного дня в церкві Різдва Христова відправив по небіжчикові заупокійну літію. 11 липня (29 червня) зведений у сан протоієрея. Того самого року став одним із фундаторів і з 13 (1) січня 1862 року — редактором газети «Киевские епархиальные ведомости» (керував цим часописом до 1874 року, а потім — від 1886 року до смерті). 2 жовтня (21 вересня) 1862 року перейшов настоятелем до Києво-Печерської Спасо-Преображенської церкви, 12 квітня (31 березня) 1864 року — до Свято-Миколаївської церкви при будинку генерал-губернатора, 30 (18) липня 1868 — до Києво-Софійського кафедрального собору кафедральним протопопом.
Зажив великої слави проповідями, у тому числі надрукованими:
- «Слово в неделю 3-ю по Пятидесятнице» (1861),
- «Слово при первом священнослужении в Киево-Печерской Преображенской церкви, в древности известной под именем Спаса на Берестове» (1862),
- «Слово в день Рождества Пресвятой Богородицы» (1863),
- «Слово в день св. архистратига Михаила»,
- «Слово при богослужении в день торжественного акта киевских гимназий»,
- «Слово при первом священнослужении в домовой генерал-губернаторской церкви» (1864),
- «Слово при первом священнослужении в Киево-Софийском кафедральном соборе» (1868),
- «Слово в день преставления св. Кирилла — просветителя славян 14 февраля 1869 г.»,
- «Речь над гробом б. Киевского, Подольского и Волынского генерал-губернатора, генерал-адъютанта Александра Павловича Безака» (1869) та інше.

Коли 1863 року до київського Кловського палацу, відбудованого за його участю та на кошти, переважно ним зібрані, перейшло училище дівчат духовного звання, Петро Лебединцев був там головним розпорядником (у 1880-х роках улаштував іще й другий такий заклад, яким теж опікувався — до літа 1893 року). Через Київського, Подільського і Волинського генерал-губернатора О. Безака та свого молодшого брата Данила — високого петербурзького урядовця — ініціював скасування в Російській імперії становості духовенства. 1874 року обраний товаришем голови церковно-археологічного товариства при Київській духовній академії, на третьому Всеросійському археологічному з'їзді в Києві головував у відділі церковних старожитностей. Друкувався у збірниках «Труды Киевской духовной академии», «Труды Московского археологического общества», «Труды 3-го археологического съезда».
Написав кілька монографічних досліджень, зокрема:
- 1879 — «Возобновление Киево-Софийского собора в 1843—1853 г.»,
- 1884 — «Киево-Михайловский Златоверхий монастырь в его прошедшем и настоящем состоянии»,
- 1886 — «Киево-Печерская лавра в ее прошедшем и нынешнем состоянии»,
- 1890 — «Св. София Киевская, ныне Киево-Софийский кафедральный собор»).

Надав значну допомогу у виданні часопису «Киевская Старина», виступив там із більш як 30 статтями та повідомленнями. Серед них:
- «Почему Десятинная в Киеве церковь известна в народе под именем Десятинного Николая?»,
- «Рассказы старых людей о старых временах»,
- «Открытие древних мозаик в главном куполе Киево-Софийского собора»,
- «Материалы для истории возникновения и распространения штунды в России»,
- «Баптизм или штунда в Киевской губернии»,
- «София — премудрость Божия в иконографии севера и юга России»,
- «Где жили первые киевские митрополиты: в Переяславе или в Киеве?»,
- «К вопросу о начале Киевской академии», «Когда и где совершилось крещение киевлян при св. Владимире?»,
- «В каком виде могут быть изображены св. равноапостольный князь Владимир и св. княгиня Ольга, и имеем ли мы их подлинные изображения?»,
- «О начале христианства в Киеве до торжественного принятия христианской веры при св. Владимире»,
- «Святой Владимир, благоверный и равноапостольный князь киевский»,
- «Церковь св. Василия»,
- «Спас на Берестове»,
- «Остатки церквей на развалинах древнего Корсуня или Херсонеса, их открытие и значение»,
- «По поводу 900-летия Черниговской архиерейской кафедры»,
- «Михаил, митрополит Киевский XII века»,
- «Тарас Григорьевич Шевченко: Некоторые дополнения и поправки к его биографии».

Як краєзнавець особливу увагу приділяв минулому Києва, склав нотатки:
- «Население Киева в прошлом столетии»,
- «Какая местность в древности называлась Ольговой могилой?»,
- «Где находился киевский дом Саввы Туптала сотника?»,
- «Еще одна из древнейших церквей в Киеве»,
- «Исторические заметки о Киеве»,
- «О Копыреве конце г. Киева»,
- «О местоположении древних киевских церквей»,
- «О планах г. Києва в XVIII веке» та інші.

Популяризував знімки зі старовинних гравюр і портретів. Був гласним міської думи, ініціатором перейменування Бессарабської площі в Києві на площу Богдана Хмельницького.
У 1870 році увійшов до комітету зі спорудження київського пам'ятника Б. Хмельницькому, 1881 року вийшов із цієї інституції, зазнавши доносів з боку Михайла Юзефовича. Очолював термінові роботи з виявлення та розчищення стінопису XII століття у Кирилівській церкві.
Обнародував чимало унікальних документів (серед них — знайдений у відомчому архіві Головного інженерного управління план Києва 1695 року), оприлюднив спогади «Посмертный рассказ о. Антония Ковальского (К истории крестьянских волнений в Киевской губернии, 1855 г.)», листування свого старшого брата Арсенія: «Письма протоиерея Лебединцева, б. благочинного церквей южного берега Крыма, к преосвященному Иннокентию, архиепископу Херсонскому и Таврическому, с донесениями о ходе военных действий и состоянии церквей и духовенства во время 11-месячной осады Севастополя» (ці унікальні звіти містять багато відомостей з історії Кримської війни 1853—1856, головно Севастопольської оборони 1854—1855).
Нагороджений орденом святої Анни 1-го ступеня. В 1888 році від імператора Олександра III одержав митру.
Помер у Києві, Україна. Похований на Щекавицькому кладовищі.

## Ушанування пам'яті

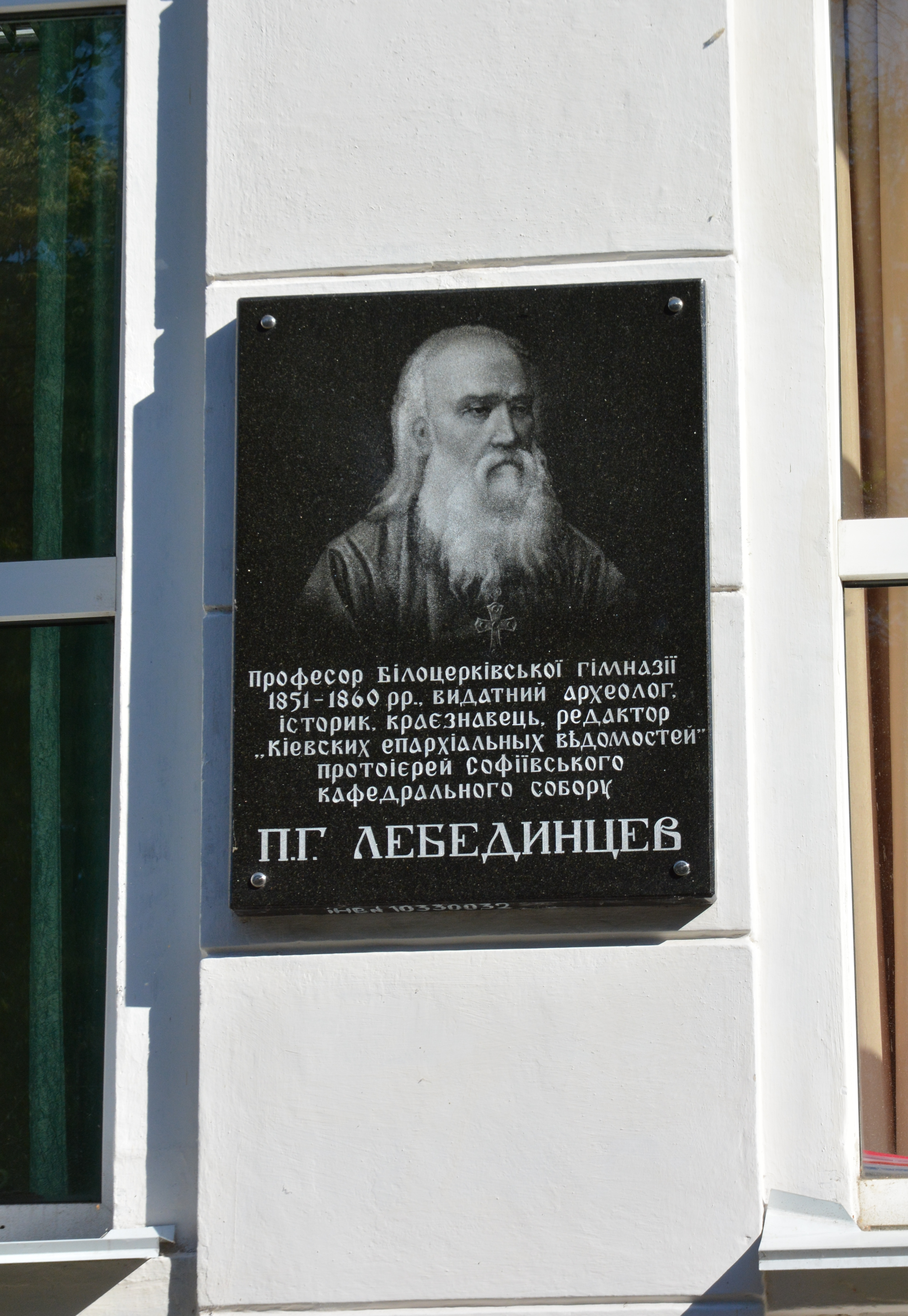
Пам'ятна дошка на будівлі Білоцерківського національного аграрного університету

З 1998 року в Білій Церкві кілька разів на рік у Білоцерківському краєзнавчому музеї проводяться Краєзнавчі читання імені Петра Лебединцева.
Також у Білій Церкві існує вулиця Петра Лебединцева.